# Mecze reprezentacji Polski w piłce nożnej mężczyzn prowadzonej przez Pawła Janasa
Zestawienie spotkań Reprezentacji Polski pod wodzą Pawła Janasa.

## Oficjalne międzynarodowe spotkania
| Nr | Przeciwnik          | Miejsce                 | Data                 | Impreza                                      | Wynik (Polska – przeciwnik) | Przypisy |
| -- | ------------------- | ----------------------- | -------------------- | -------------------------------------------- | --------------------------- | -------- |
| 1  | Chorwacja           | Split                   | 12 lutego 2003       | mecz towarzyski                              | 0:0                         |          |
| 2  | Macedonia Północna  | Split                   | 14 lutego 2003       | mecz towarzyski                              | 3:0                         |          |
| 3  | Węgry               | Chorzów                 | 29 marca 2003        | eliminacje Mistrzostw Europy 2004            | 0:0                         |          |
| 4  | San Marino          | Ostrowiec Świętokrzyski | 2 kwietnia 2003      | eliminacje Mistrzostw Europy 2004            | 5:0                         |          |
| 5  | Belgia              | Bruksela                | 30 kwietnia 2003     | mecz towarzyski                              | 1:3                         |          |
| 6  | Kazachstan          | Poznań                  | 6 czerwca 2003       | mecz towarzyski                              | 3:0                         |          |
| 7  | Szwecja             | Solna                   | 11 czerwca 2003      | eliminacje Mistrzostw Europy 2004            | 0:3                         |          |
| 8  | Estonia             | Tallinn                 | 20 sierpnia 2003     | mecz towarzyski                              | 2:1                         |          |
| 9  | Łotwa               | Ryga                    | 6 września 2003      | eliminacje Mistrzostw Europy 2004            | 2:0                         |          |
| 10 | Szwecja             | Chorzów                 | 10 września 2003     | eliminacje Mistrzostw Europy 2004            | 0:2                         |          |
| 11 | Węgry               | Budapeszt               | 11 października 2003 | eliminacje Mistrzostw Europy 2004            | 2:1                         |          |
| 12 | Włochy              | Warszawa                | 12 listopada 2003    | mecz towarzyski                              | 3:1                         |          |
| 13 | Serbia i Czarnogóra | Płock                   | 16 listopada 2003    | mecz towarzyski                              | 4:3                         |          |
| 14 | Malta               | Ta’ Qali                | 11 grudnia 2003      | mecz towarzyski                              | 4:0                         |          |
| 15 | Litwa               | Ta’ Qali                | 14 grudnia 2003      | mecz towarzyski                              | 3:1                         |          |
| 16 | Słowenia            | San Fernando            | 18 lutego 2004       | mecz towarzyski                              | 2:0                         |          |
| 17 | Wyspy Owcze         | San Fernando            | 21 lutego 2004       | mecz towarzyski                              | 6:0                         |          |
| 18 | Stany Zjednoczone   | Płock                   | 31 marca 2004        | mecz towarzyski                              | 0:1                         |          |
| 19 | Irlandia            | Bydgoszcz               | 28 kwietnia 2004     | mecz towarzyski                              | 0:0                         |          |
| 20 | Grecja              | Szczecin                | 29 maja 2004         | mecz towarzyski                              | 1:0                         |          |
| 21 | Szwecja             | Solna                   | 5 czerwca 2004       | mecz towarzyski                              | 1:3                         |          |
| 22 | Stany Zjednoczone   | Chicago                 | 11 lipca 2004        | mecz towarzyski                              | 1:1                         |          |
| 23 | Dania               | Poznań                  | 18 sierpnia 2004     | mecz towarzyski                              | 1:5                         |          |
| 24 | Irlandia Północna   | Belfast                 | 4 września 2004      | eliminacje mistrzostw świata 2006            | 3:0                         |          |
| 25 | Anglia              | Chorzów                 | 8 września 2004      | eliminacje mistrzostw świata 2006            | 1:2                         |          |
| 26 | Austria             | Wiedeń                  | 9 października 2004  | eliminacje mistrzostw świata 2006            | 3:1                         |          |
| 27 | Walia               | Cardiff                 | 13 października 2004 | eliminacje mistrzostw świata 2006            | 3:2                         |          |
| 28 | Francja             | Saint-Denis             | 17 listopada 2004    | mecz towarzyski                              | 0:0                         |          |
| 29 | Białoruś            | Grodzisk Wielkopolski   | 9 lutego 2005        | mecz towarzyski                              | 1:3                         |          |
| 30 | Azerbejdżan         | Warszawa                | 26 marca 2005        | eliminacje mistrzostw świata 2006            | 8:0                         |          |
| 31 | Irlandia Północna   | Warszawa                | 30 marca 2005        | eliminacje mistrzostw świata 2006            | 1:0                         |          |
| 32 | Meksyk              | Chicago                 | 27 kwietnia 2005     | mecz towarzyski                              | 1:1                         |          |
| 33 | Albania             | Szczecin                | 29 maja 2005         | mecz towarzyski                              | 1:0                         |          |
| 34 | Azerbejdżan         | Baku                    | 4 czerwca 2005       | eliminacje mistrzostw świata 2006            | 3:0                         |          |
| 35 | Serbia i Czarnogóra | Kijów                   | 15 sierpnia 2005     | Memoriał Walerego Łobanowskiego              | 3:2                         |          |
| 36 | Izrael              | Kijów                   | 17 sierpnia 2005     | Turniej imienia Walerego Łobanowskiego finał | 3:2                         |          |
| 37 | Austria             | Chorzów                 | 3 września 2005      | eliminacje mistrzostw świata 2006            | 3:2                         |          |
| 38 | Walia               | Warszawa                | 7 września 2005      | eliminacje mistrzostw świata 2006            | 1:0                         |          |
| 39 | Islandia            | Warszawa                | 7 października 2005  | mecz towarzyski                              | 3:2                         |          |
| 40 | Anglia              | Manchester              | 12 października 2005 | eliminacje mistrzostw świata 2006            | 1:2                         |          |
| 41 | Ekwador             | Barcelona               | 13 listopada 2005    | mecz towarzyski                              | 3:0                         |          |
| 42 | Estonia             | Ostrowiec Świętokrzyski | 16 listopada 2005    | mecz towarzyski                              | 3:1                         |          |
| 43 | Stany Zjednoczone   | Kaiserslautern          | 1 marca 2006         | mecz towarzyski                              | 0:1                         |          |
| 44 | Arabia Saudyjska    | Rijad                   | 28 marca 2006        | mecz towarzyski                              | 2:1                         |          |
| 45 | Litwa               | Bełchatów               | 2 maja 2006          | mecz towarzyski                              | 0:1                         |          |
| 46 | Wyspy Owcze         | Wronki                  | 14 maja 2006         | mecz towarzyski                              | 4:0                         |          |
| 47 | Kolumbia            | Chorzów                 | 30 maja 2006         | mecz towarzyski                              | 1:2                         |          |
| 48 | Chorwacja           | Wolfsburg               | 3 czerwca 2006       | mecz towarzyski                              | 1:0                         |          |
| 49 | Ekwador             | Gelsenkirchen           | 9 czerwca 2006       | Mistrzostwa Świata w Piłce Nożnej 2006       | 0:2                         |          |
| 50 | Niemcy              | Dortmund                | 14 czerwca 2006      | Mistrzostwa Świata w Piłce Nożnej 2006       | 0:1                         |          |
| 51 | Kostaryka           | Hanower                 | 20 czerwca 2006      | Mistrzostwa Świata w Piłce Nożnej 2006       | 2:1                         |          |

## Bilans
|        | zwycięstwa | remisy | porażki |
| ogółem | 31         | 6      | 14      |

|        | strzelone | stracone |
| ogółem | 99        | 54       |